# Treva

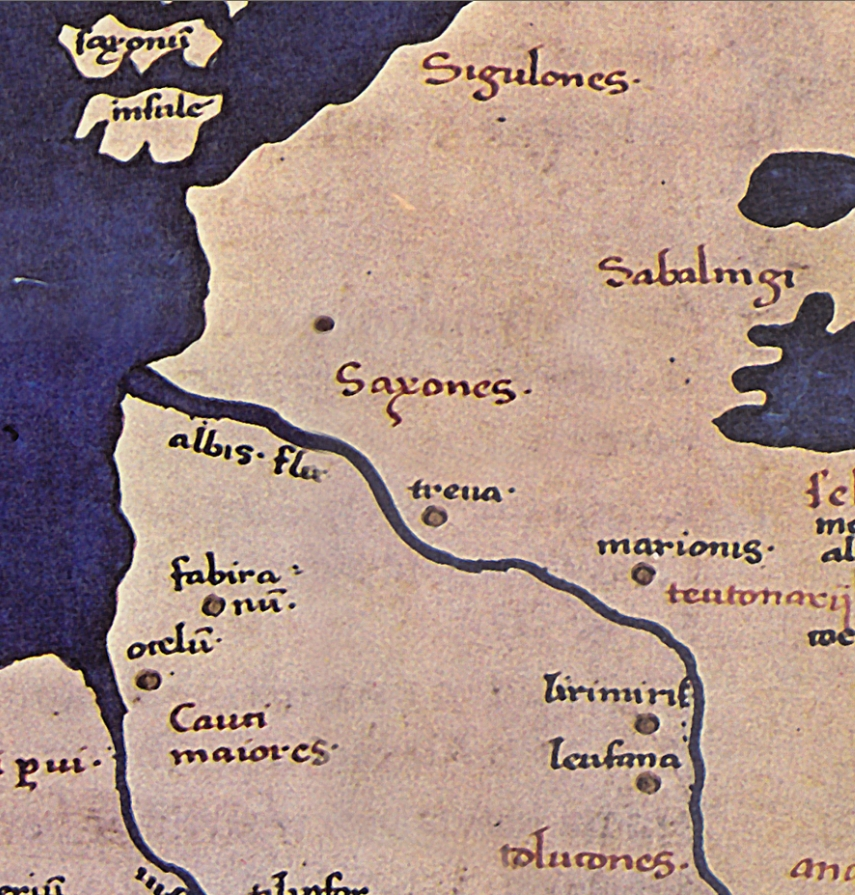
Lage von Treva nach Ptolemäos

Treva ist eine alte Bezeichnung für eine Siedlung an der Mündung der Alster in die Elbe und kann somit als Vorläufer der späteren Stadt Hamburg angesehen werden. Die Ortsbezeichnung Treva wird erstmals bei Ptolemäus erwähnt. Treva war seit der Bronzezeit bis in die Spätantike zugleich Knotenpunkt von mindestens zwei in Nord-Süd-Richtung verlaufenden Handelsstraßen, der von der Nordseeküste bei Eiderstedt über Treva entlang der Elbe und Fulda und über den Brennerpass führenden Straße nach Venedig und der entlang dem Rhein durch die Burgundische Pforte bis nach Massilia (Marseille) führenden Route. Beide Routen sind nach zeitgenössischen römischen Berichten unter anderem für den Transport des damals sehr wertvollen Bernsteins genutzt worden.
Der Name Treva (auch Treoua und Trefa) war auch im Irischen eine für Hamburg verwendete Bezeichnung. Der ähnliche Name „Trevor“ bedeutet im Walisischen „Große Siedlung“.
Nach einer geodätischen Deformationsanalyse der ptolemäischen Kartendaten zur Geographike Hyphegesis durch das Institut für Geodäsie der Technischen Universität Berlin befand sich Treva möglicherweise nicht am Ort der heutigen Stadt Hamburg, sondern bei Bad Oldesloe.